# 리종국
리종국(1954년 ~ )은 조선민주주의인민공화국의 정치인이다. 내각 기계공업상 겸 조선로동당 중앙위원회 후보위원이다.

## 경력
1998년 조선민주주의인민공화국 내각 기계공업성 전기기계관리국 국장을 거쳐 2012년 3월 기계공업상에 임명되었다. 2016년 5월 조선로동당 제7차 대회에서 조선로동당 중앙위원회 후보위원으로 선출되었다.

## 최고인민회의 대의원
2009년 최고인민회의 제12기 대의원과 2014년 3월 제13기 대의원으로 선출되었다.